# Vasily Tiunov
Vasily Filíppovich Tiunov (el 20 de diciembre de 1900 (el 2 de enero de 1901), pueblo de Saltykovo, distrito de Okhansk,Gobernación de Perm — el 4 de enero de 1998, Perm) — Economista soviético y ruso, figura pública, primer doctor en ciencias económicas en la región de Perm (1959), Rector de la Universidad Estatal de Perm (1951–1961), iniciador de la creación de la Facultad de Economía de la Universidad Estatal de Perm (1959). Diputado del Sóviet Supremo de la Unión Soviética (1958-1962). Científico de honor de la RSFSR (1971).

## Biografía
Nació el 20 de diciembre de 1900 (2 de enero de 1901) en el pueblo de Saltykovo en el distrito de Okhansk de la provincia de Perm en una familia de campesinos. Se graduó de la escuela de maestros de Siva, en 1916–1918 trabajó como maestro de la escuela primaria. En 1918 fue movilizado en el Ejército Rojo, se unió al Partido Obrero Socialdemócrata de Rusia.
En mayo de 1919 ingresó en el Ejército Rojo, sirvió hasta marzo de 1923, trabajando como trabajador político (instructor del departamento político y comisario de la escuela para comandantes de las unidades del Ejército Rojo).
De 1923 a 1927 estudió en el departamento socioeconómico de la facultad pedagógica de la Universidad Estatal de Perm, después de lo cual trabajó como Jefe adjunto del departamento de organización, jefe del departamento industrial y de transporte de los comités regionales de Sverdlovsk y Omsk del PCUS(B).
En 1924, luego — en 1925–1927 — fue secretario ejecutivo del colectivo del partido de la Universidad Estatal de Perm.
En 1937 fue detenido como sospechoso de tener vínculos con los "trotskistas", durante dos años estuvo bajo investigación en la prisión de Omsk de la UNKVD. Fue liberado y reinstalado en el partido en 1939.
En 1944 defendió su tesis doctoral "Economía de la región de Molotov en vísperas y en las condiciones de la guerra patriótica". En 1945 y 1948 participó en la preparación y celebración de dos sesiones de visita de Academia de Ciencias de la Unión Soviética.

## Contribución al desarrollo de laUniversidad Estatal de Perm
De noviembre de 1951 a octubre de 1961 fue rector de la Universidad Estatal de Perm, durante este período contribuyó a la apertura de la facultad técnica de la Universidad de Perm, sobre cuya base se creó posteriormente el Instituto Politécnico de Perm.
También es uno de los iniciadores de la creación y el organizador (junto con I.F. Sandler) de la Facultad de Economía de la Universidad Estatal de Perm (1959)
Durante su rectoría, fueron construidos varias residencias de estudiantes, así como la Casa de Científicos de Perm, donde vivían los eminentes doctores y el profesorado de la Universidad de Perm.
Para superar la grave crisis en la que se encontraba la universidad después de la guerra, era importante invitar a especialistas del exterior. Fueron invitado tales científicos de otras ciudades y universidades como: los geólogos B. K. Matveev y A. K. Malovichko, los filólogos R. V. Komina, M. A.Genkel y otros.

## Actividad científica
Desde noviembre de 1961, fue profesor en el Departamento de Economía Sectorial de la Universidad de Perm, escribió varias monografías fundamentales sobre la economía nacional.